# Żyrmuny (rejon lidzki)
Żyrmuny (biał. Жырмуны, Żyrmuny; ros. Жирмуны, Żyrmuny) – wieś na Białorusi, w obwodzie grodzieńskim, w rejonie lidzkim, w sielsowiecie Krupa, przy drodze magistralnej M11.

## Historia
Dawniej folwark. W XIX i w początkach XX w. położone były w Rosji, w guberni wileńskiej, w powiecie lidzkim, w gminie Żyrmuny. Znajdowały się tu wówczas młyn wodny, gorzelnia i mydlarnia.
W dwudziestoleciu międzywojennym leżały w Polsce, w województwie nowogródzkim, w powiecie lidzkim, w gminie Żyrmuny. W 1921 miejscowość liczyła 94 mieszkańców, zamieszkałych w 8 budynkach, wyłącznie Polaków. 90 mieszkańców było wyznania rzymskokatolickiego, 3 prawosławnego i 1 ewangelickiego.
Po II wojnie światowej w granicach Związku Sowieckiego. Od 1991 w niepodległej Białorusi.

## Zabytki
- Pałac w Żyrmundach wybudowany przez Stanisława Radziwiłła (1722–1787) herbu Trąby, żonatego z Karoliną Pociej, syna Mikołaja Faustyna (1688–1746) i Barbary (ur. 1690), córki Krzysztofa Zawiszy, wojewody mińskiego[2]. W 1784 był to murowany i otynkowany pałac, obok stała murowana kancelaria. W 1939 obiekt został splądrowany. Po II wojnie światowej był siedzibą  szkoła i służył za mieszkania[3]. Obecnie w ruinie.

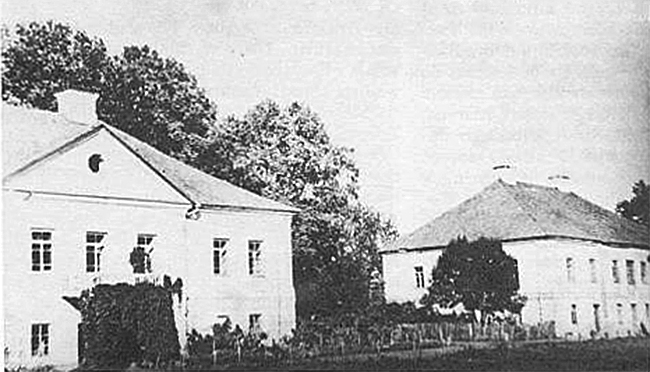
Pałac w Żyrmunach przed 1939
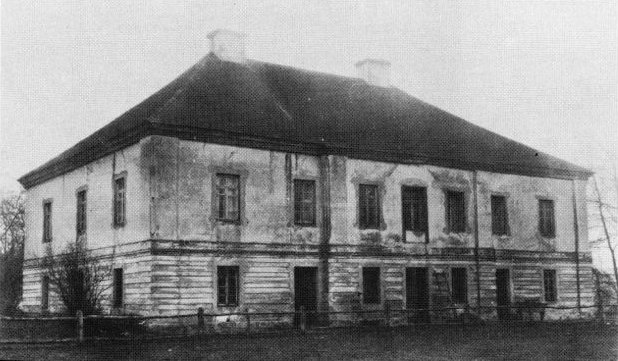
Pałac Radziwiłłów w Żyrmunach w 1924
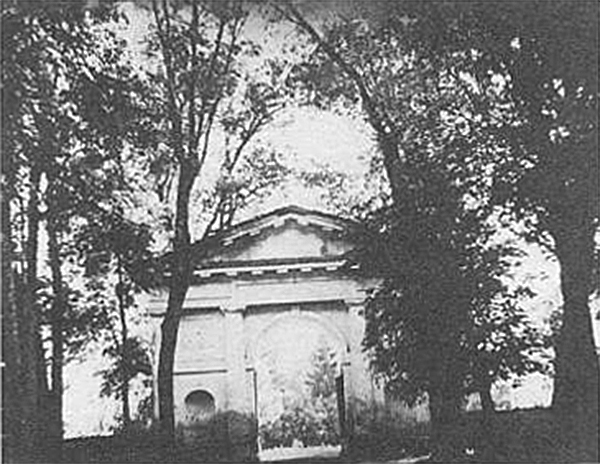
Brama wjazdowa